# Glacier de Celliers
Le glacier de Celliers est un glacier de France situé en Savoie, dans le massif de la Lauzière, sur l'ubac du Grand pic de la Lauzière. Il s'agit du seul glacier de ce massif.